# Casa Lou Henry Hoover
La casa Lou Henry Hoover, conocida formalmente como casa Lou Henry y Herbert Hoover, es una edificación histórica ubicada en el campus de la Universidad Stanford, California, Estados Unidos. Completada en 1920, es la antigua casa de Herbert Hoover, 31.° presidente de los Estados Unidos, y su esposa Lou Henry Hoover, quienes la diseñaron. En la actualidad, es la residencia oficial del rector de Stanford. Además de su importancia como residencia de los Hoover, la casa ejemplifica el estilo arquitectónico racionalista. Fue designado Hito Histórico Nacional en 1985.

## Historia
Antes del final de la Primera Guerra Mundial, los Hoover habían encargado al arquitecto Louis Christian Mullgardt que diseñara su residencia en Stanford; sin embargo, Mullgardt hizo público su nombramiento antes del final de la guerra, lo que enfureció a los Hoover. Finalmente terminaron despidiendo a Mullgardt. Después de varias consultas, los Hoover convencieron a Arthur Bridgman Clark, un profesor de arte de Stanford que practicaba arquitectura independiente durante el verano, para que fuera su arquitecto. Clark estuvo de acuerdo con la condición de que la señora Hoover diseñara la casa y que Clark, con la ayuda del dibujante de arquitectura Charles Davus y el hijo arquitecto de Clark, Birge, actuaría como asesor. La señora Hoover esbozaba ideas, observaba la construcción, pero cuando alguien le decía que alguna de sus ideas arquitectónicas no estaba hecha, respondía: «Bueno, es hora de que alguien lo haga».
El exterior de la casa parece mucho más pequeño de lo que sugiere su interior. La casa de forma irregular fue construida sobre una base de losa de hormigón armado y se eleva dos pisos en el frente y tres pisos en la parte trasera. Parecidos a las primeras casas de estilo internacional, algunos arquitectos opinaron que los diseños de la señora Hoover se inspiraron en las casas argelinas del norte de África que ella había visto.
La contribución de Herbert Hoover fue ordenar que la casa fuera a prueba de fuego (ignifugidad) y que las paredes se construyeran con tejas huecas. Construida entre 1919 y 1920, fue la primera y única residencia permanente de la pareja. Los Hoover vivieron allí poco tiempo antes de que Herbert fuera nombrado secretario de Comercio por el presidente Warren G. Harding en 1921, cargo que continuó bajo el presidente Calvin Coolidge. Fue aquí donde Hoover esperó los resultados de las elecciones presidenciales en 1928, cuando ganó frente a Al Smith, y en 1932, cuando perdió las elecciones ante Franklin D. Roosevelt. Durante la presidencia de Hoover (1929-1932), la familia Hoover solo visitó brevemente su hogar en Stanford. Regresaron a esta casa después de 1932, manteniendo un apartamento en Nueva York como segunda residencia.
Después de la muerte de Lou en 1944, su esposo la transfirió a la Universidad de Stanford para que sirviera como hogar para profesores universitarios. Ahora sirve como residencia oficial del rector de la universidad y no está abierta al público. En 2008 se equipó con paneles solares.